# Enele Sopoaga
Enele Sosene Sopoaga (ur. 10 lutego 1956) – tuvalski dyplomata i polityk, Stały Przedstawiciel Tuvalu przy ONZ w latach 2001–2006, deputowany do parlamentu od 2010. Minister spraw zagranicznych, środowiska i pracy od 29 września do 24 grudnia 2010. 

## Życiorys
Enele Sopoaga urodził się w 1956. W 1990 ukończył studia z dziedziny dyplomacji na University of Oxford. W 1994 zdobył tytuł magistra na University of Sussex w Wielkiej Brytanii. 
W latach 1980–1986 pracował jako administrator w Ministerstwie Służb Socjalnych. W 1986 został mianowany podsekretarzem w tym resorcie. Od 1986 do 1991 był podsekretarzem i krajowym urzędnikiem ds. Wspólnot Europejskich w Departamencie Spraw Zagranicznych, a następnie Ministerstwie Spraw Zagranicznych i Planowania Gospodarczego. W latach 1992–1995 zajmował stanowisko stałego sekretarza i krajowego urzędnika ds. Unii Europejskiej w tym resorcie. Od 1995 do 1996 był stałym sekretarzem w Ministerstwie Zdrowia, Sportu, Zasobów Ludzkich i Rozwoju. Następnie pełnił urząd Wysokiego Komisarza Tuvalu w Fidżi, Papui-Nowej Gwinei oraz w Samoa.
Reprezentował swój kraj w wielu organach regionalnych organizacji międzynarodowych, takich jak Forum Wysp Pacyfiku (1998–1999), czy Komitet Przedstawicieli Rządów i Administratorów Wspólnoty Pacyfiku. Był także członkiem Podkomitetu nadzorującego działalność Komisji Południowego Pacyfiku ds. Badań Geo-naukowych (1997–1998).
Uczestniczył w wielu regionalnych i międzynarodowych konferencjach, w tym szczytach Forum Wysp Pacyfiku, szczytach Państw AKP, konferencji Unii Europejskiej w sprawie przyszłości Konwencji z Lome, Światowego Szczytu ONZ nt. Rozwoju Kobiet w Pekinie, konferencjach UNESCO oraz spotkaniach Rady Zarządzającej UNDP.
Po tym jak we wrześniu 2000 Tuvalu przystąpiło do ONZ, w 2001 Enele Sopoaga objął urząd Ambasadora i Stałego Przedstawiciela Tuvalu przy ONZ w Nowym Jorku i pełnił go do grudnia 2006. W tym czasie pełnił również funkcję wiceprzewodniczącego Sojuszu Małych Państw Wyspiarskich. 
Po odejściu ze stanowiska zaangażował się w działalność służącą zapobieganiu zmianom klimatu i podkreślaniu niebezpieczeństw z tym związanych dla państw wyspiarskich. W grudniu 2009 był reprezentantem Tuvalu na Konferencji Narodów Zjednoczonych w sprawie Zmian Klimatu w Kopenhadze. Dzięki jego działalności jako negocjatora, Tuvalu zyskało miano jednego z państw najbardziej zaangażowanych w walkę ze światowymi zmianami klimatycznymi. 
W wyborach parlamentarnych 16 września 2010 uzyskał mandat deputowanego do Parlamentu Tuvalu, reprezentując okręg Nukufetau. W głosowaniu 29 września 2010 poparł wybór Maatii Toafy na stanowisko szefa rządu. Tego samego dnia w jego gabinecie objął urząd ministra spraw zagranicznych, środowiska i pracy.
24 grudnia 2010, po uchwaleniu trzy dni wcześniej wotum nieufności wobec rządu Maatii Toafy, był kandydatem na urząd premiera Tuvalu. W głosowaniu przegrał jednak z ministrem spraw wewnętrznych Willym Telavim stosunkiem głosów 7 do 8. Po usunięciu Telaviego ze stanowiska szefa rządu 1 sierpnia 2013, Sopoaga został wybrany premierem i zaprzysiężony 5 sierpnia 2013. Premierem był do 19 września 2019.